# Cabine de peinture
Cet article possède un paronyme, voir Cabine.
 (décembre 2022).
Si vous disposez d'ouvrages ou d'articles de référence ou si vous connaissez des sites web de qualité traitant du thème abordé ici, merci de compléter l'article en donnant les références utiles à sa vérifiabilité et en les liant à la section « Notes et références ».

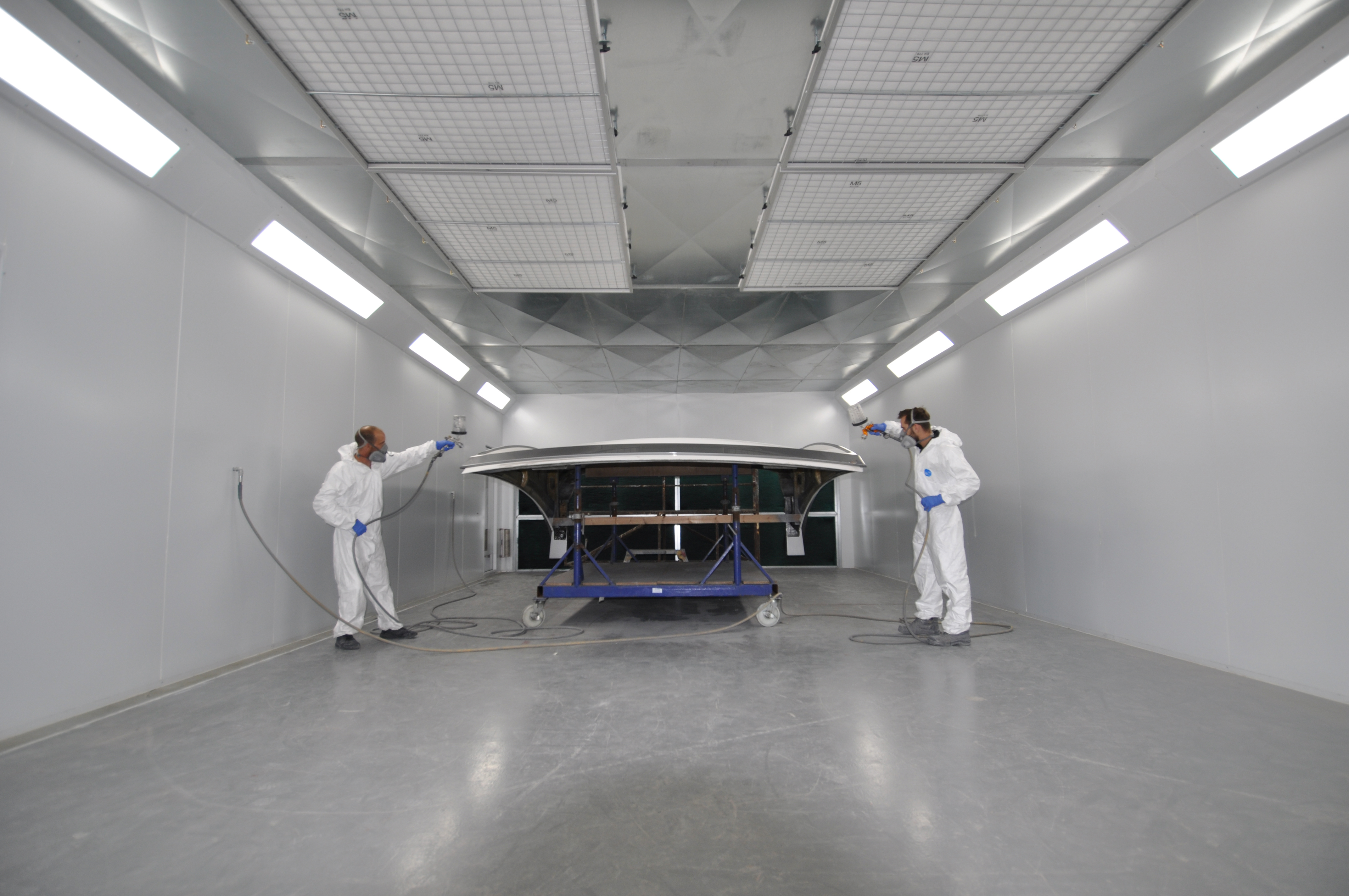
Deux peintres au travail dans une cabine de peinture industrielle.

Une cabine de peinture est un local ventilé et éventuellement chauffé permettant aux peintres de travailler dans des conditions d'hygiène et de sécurité en conformité avec les normes de leur pays.
Il existe des cabines de peinture ouvertes ou fermées, adaptées aux dimensions des pièces à peindre, des cabines de peinture pour l'automobile (VL), pour l'industrie, pour les poids lourds, etc.